# Hohentwiel/Hohenkrähen
Das Gebiet Hohentwiel/Hohenkrähen ist ein 2007 eingerichtetes und mit Verordnung vom 5. Februar 2010 durch das Ministerium für Ernährung und Ländlichen Raum festgelegtes Europäisches Vogelschutzgebiet (Schutzgebietkennung DE-8218-401) im Süden des deutschen Landes Baden-Württemberg.

## Lage
Das rund 150 Hektar (ha) große Schutzgebiet „Hohentwiel/Hohenkrähen“ gehört naturräumlich zum Hegau. Die beiden Teilflächen liegen auf Gebiet der beiden Gemeinden Hilzingen (42,07 ha) und Mühlhausen-Ehingen (0,06 ha) sowie der Stadt Singen (108,29 ha) im Landkreis Konstanz, um die beiden namensgebenden, ehemaligen Hegauvulkane „Hohenkrähen“ (644 m ü. NHN) und „Hohentwiel“ (686 m ü. NHN).

## Beschreibung
Beschrieben wird das Schutzgebiet als „erdgeschichtliches Dokument der Vulkanlandschaft im Hegau mit Eichen-Lindenwald, Trockenrasen, Vorkommen zahlreicher thermophiler Insektenarten und Lebensraum seltener, vom Aussterben bedrohter Pflanzen- und Tierarten“.

### Lebensraumklassen
|                                                                 |                                                                 |  |      |      |
| Nichtwaldgebiete mit hölzernen Pflanzen, Gestrüpp usw.          | Nichtwaldgebiete mit hölzernen Pflanzen, Gestrüpp usw.          |  | 15 % | 15 % |
| Laubwald                                                        | Laubwald                                                        |  | 1 %  | 1 %  |
| Mischwald                                                       | Mischwald                                                       |  | 42 % | 42 % |
| Melioriertes Grünland                                           | Melioriertes Grünland                                           |  | 30 % | 30 % |
| Heide, Steppe, Trockenrasen                                     | Heide, Steppe, Trockenrasen                                     |  | 6 %  | 6 %  |
| Binnenlandfelsen, Geröll- und Schutthalden, Sandflächen         | Binnenlandfelsen, Geröll- und Schutthalden, Sandflächen         |  | 4 %  | 4 %  |
| Sonstiges (Städte, Straßen, Deponien, Gruben, Industriegebiete) | Sonstiges (Städte, Straßen, Deponien, Gruben, Industriegebiete) |  | 2 %  | 2 %  |
|                                                                 |                                                                 |  |      |      |

### Bedeutung
Die zwei Teilflächen des Schutzgebiets um die Phonolithkegel mit Schlackenmanteln ist eines der wichtigsten Brutgebiete für Wanderfalke sowie Zipp- und Zaunammer in Baden-Württemberg.

## Schutzzweck
Die gebietsbezogenen Erhaltungsziele sind je nach Art unterschiedlich beschrieben:

### Brutvögel
Brutvogelarten, die im Anhang I der Vogelschutzrichtlinie aufgelistet und für die in ganz Europa besondere Maßnahmen anzuwenden sind. In diese Kategorie fallen in Baden-Württemberg insgesamt 39 Arten.

#### Wanderfalke (Falco peregrinus)

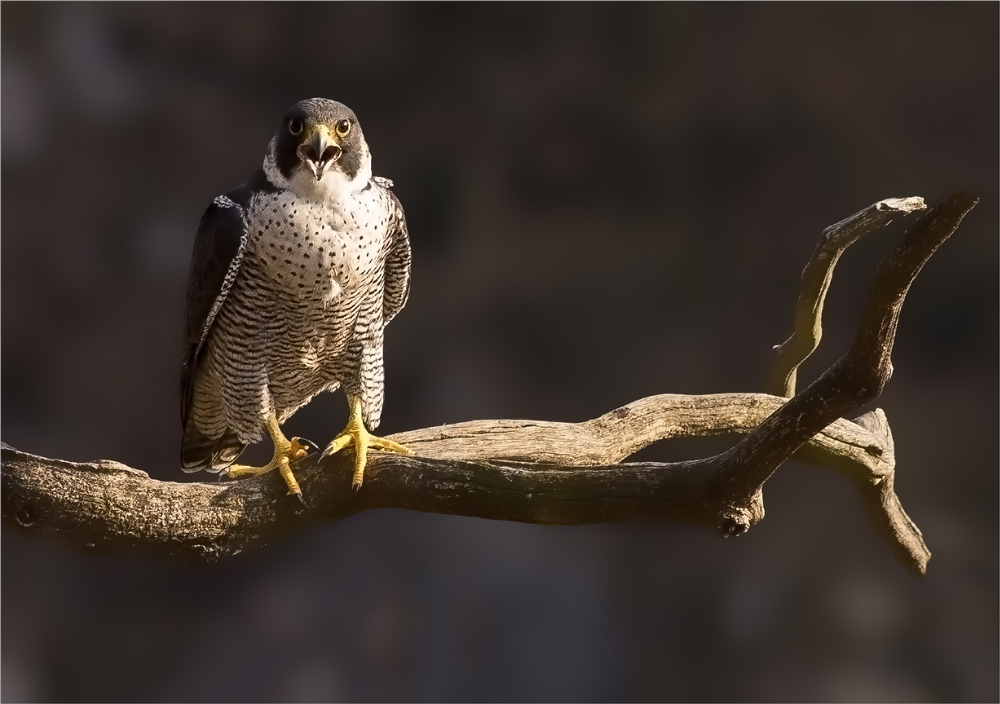
Wanderfalke

Erhaltung der offenen Felswände und von Steinbrüchen jeweils mit Höhlen, Nischen und Felsbändern, Erhaltung der Lebensräume ohne Gefahrenquellen wie nicht vogelsichere Freileitungen und ungesicherte Schornsteine sowie Erhaltung störungsfreier oder zumindest störungsarmer Fortpflanzungsstätten während der Fortpflanzung in der Zeit vom 15. Februar bis 30. Juli.

### Zugvögel
Weitere, nicht in Anhang I aufgelistete Zugvogelarten, die im Land brüten und für die Schutzgebiete ausgewählt wurden. In diese Kategorie fallen in Baden-Württemberg insgesamt 36 Arten.

#### Berglaubsänger (Phylloscopus bonelli)

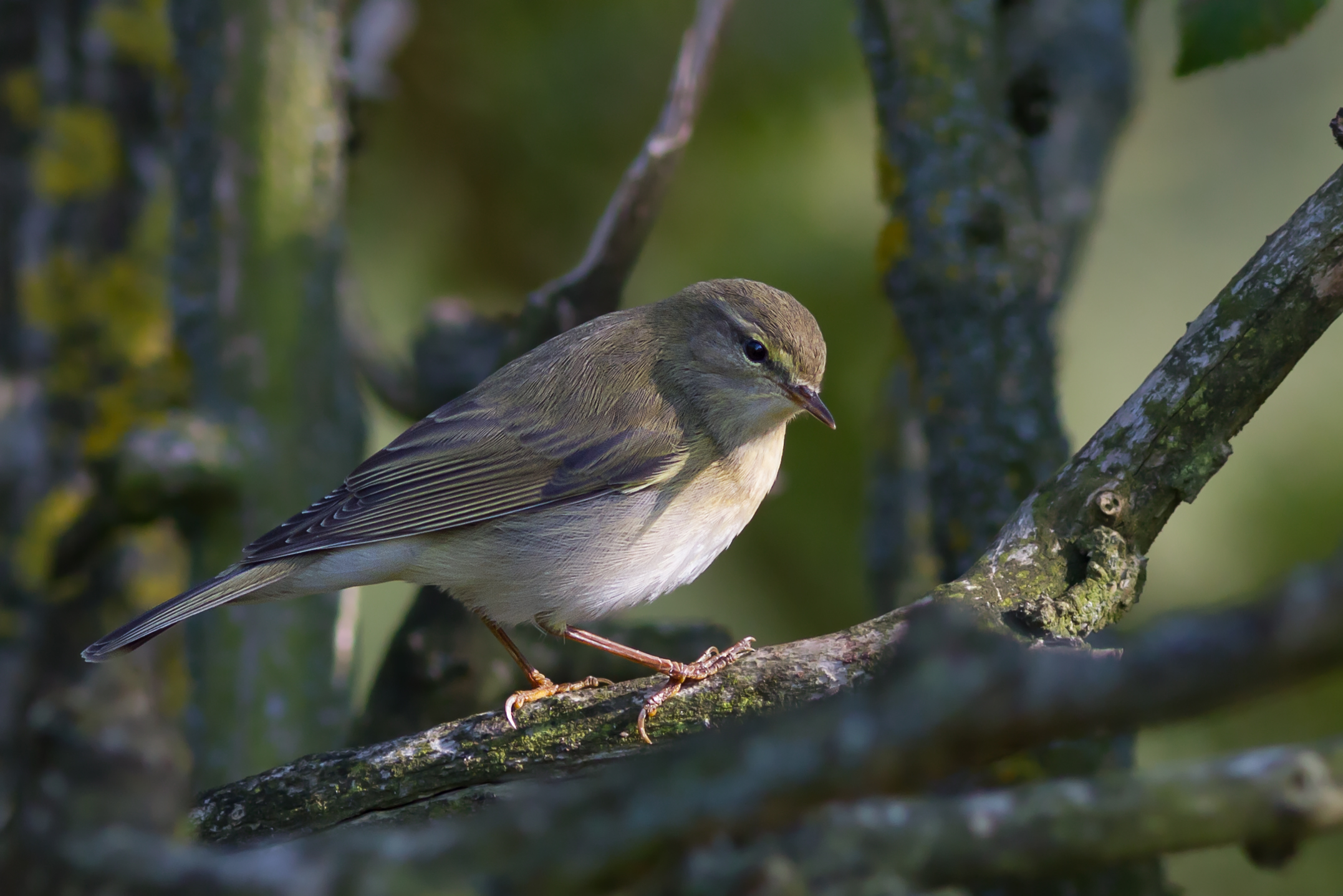
Berglaubsänger

Erhaltung von lichten, stufig aufgebauten Waldbeständen an warmen, südexponierten, steil abfallenden Hängen mit Felspartien sowie Steinschutthalden oder Erosionsstellen mit spärlicher Strauchschicht und reichlicher Krautschicht, der Steppenheidegebiete mit spärlichem Baumbestand, wechselnder Strauchschicht und geschlossener Kurzrasendecke sowie störungsfreier oder zumindest störungsarmer Fortpflanzungsstätten während der Fortpflanzungszeit zwischen dem 15. April und dem 15. August.

#### Zaunammer (Emberiza cirlus)

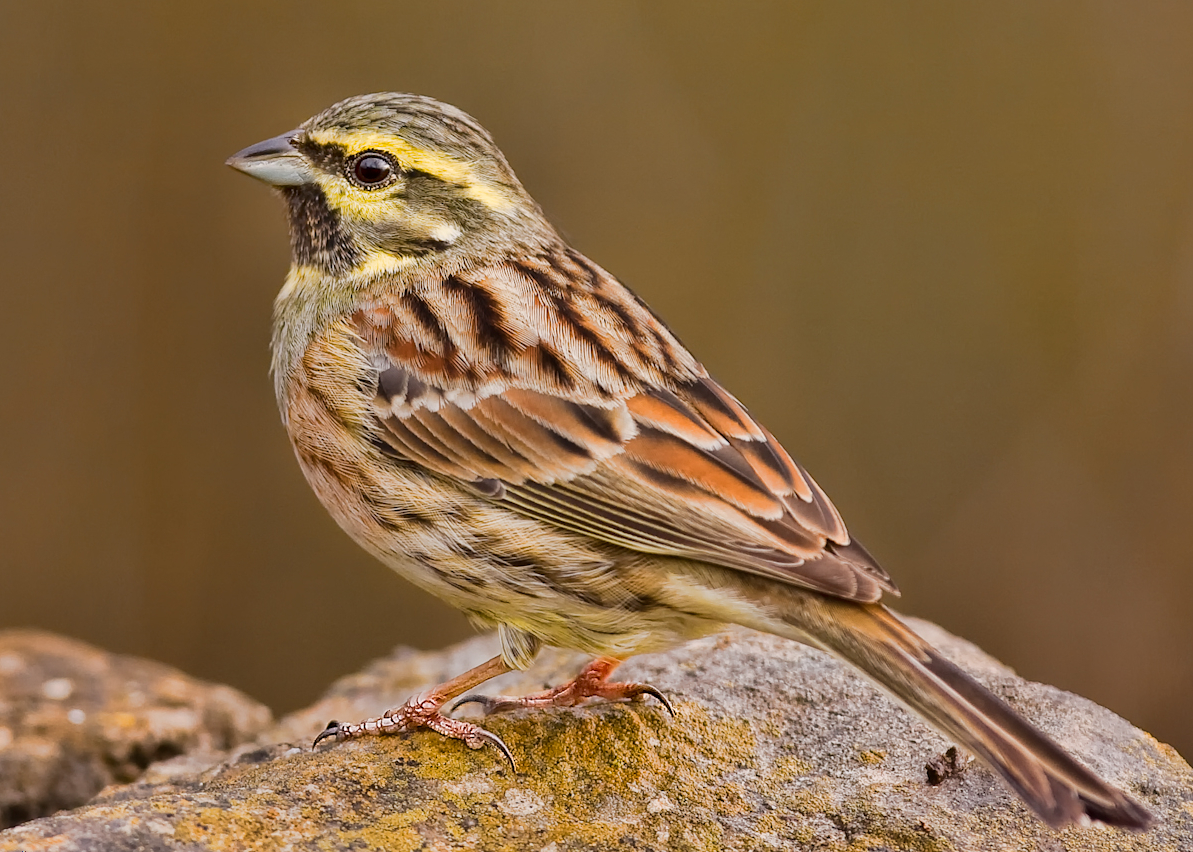
Zaunammer

Erhaltung von extensiv genutzten Weinbergslagen mit eingestreuten dichten Gebüsch- oder Gehölzgruppen, von reich strukturiertem Nutzgartengelände und Streuobstwiesen, bevorzugt in sonnenexponierter Hanglage, von einzeln stehenden schlanken, hochgewachsenen Baum- und Buschgestalten, von ungenutzten Randstreifen und trockenen Säumen, von kleineren, zeitweise brach fallenden Flächen, von Bewirtschaftungsweisen, die zu niedrig und lückig bewachsenem Erdboden führen, von Stoppelbrachen als Überwinterungsflächen sowie Erhaltung des Nahrungsangebots, insbesondere mit Insekten für die Jungvogelaufzucht.

#### Zippammer (Emberiza cia)

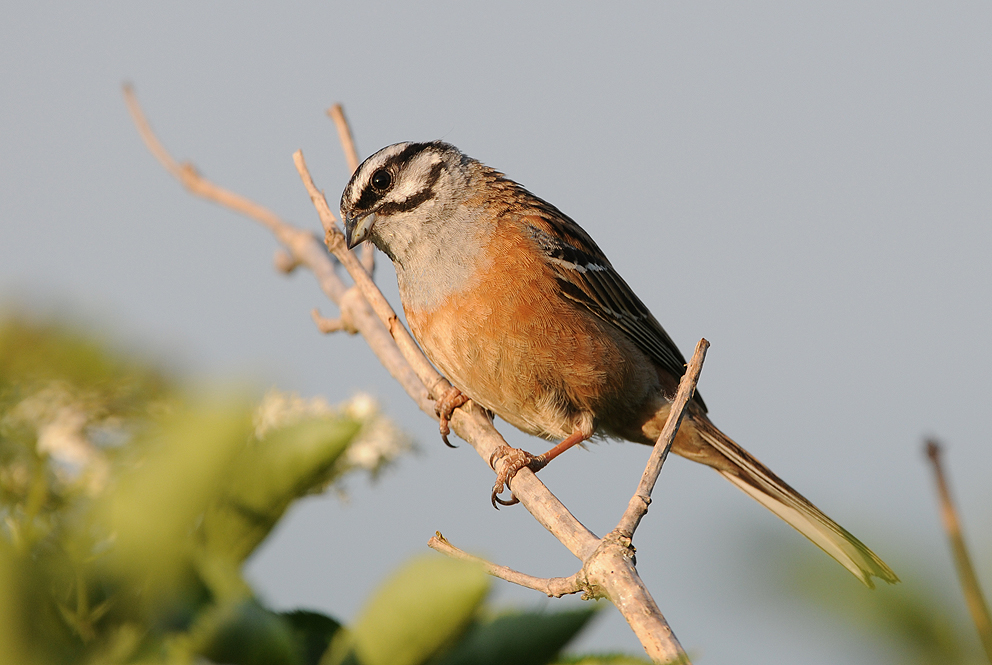
Zippammer

Erhaltung der sonnenexponierten natürlichen Felsformationen, Block- und Steinschutthalden, Erhaltung von Lichtungen und Pionierwaldstadien an süd- bis südwestexponierten Steilhängen, von frühen Sukzessionsstadien, von extensiv genutzten strukturreichen steilen Weinberghängen mit besonnten Trockenmauern oder Steinriegeln, Erhaltung eines Strukturmosaiks aus vegetationsarmen Flächen, Gebüschen, Säumen, Felsen und Steinschutthalden, Erhaltung des Nahrungsangebots, insbesondere mit Insekten für die Jungvogelaufzucht sowie rhaltung störungsfreier oder zumindest störungsarmer Fortpflanzungsstätten während der Fortpflanzungszeit (1. April bis 15. August).

## Zusammenhang mit anderen Schutzgebieten
Mit dem Vogelschutzgebiet „Hohentwiel/Hohenkrähen“ sind folgende, zusammenhängende Schutzgebiete ausgewiesen:
- FFH-Gebiet
  - Westlicher Hegau (DE-8218-341)
- Naturschutzgebiete
  - Hohenkrähen (3.127)
  - Hohentwiel (3.268)
- Bannwald
  - Hohentwiel (100032)

Die beiden Teilgebiete sind von den Landschaftsschutzgebieten Hegau (3.35.004) beziehungsweise Hohentwiel (3.35.016) umgeben.